# 開飯啦！
《開飯啦!》是一部2016的马来西亚賀歲電影。由杜汶澤自編自導自演，陳茵媺主演。

## 劇情內容
故事講述「阿翁餐廳」的廚師洪永城「大洪」（杜汶澤飾）和餐廳老闆太子女唐詩詠「Rosemary」（陳茵媺飾）因為彼此經營方針不同而產生歧見，但為了挽回老招牌而決定屏除成見，攜手合作的故事。

## 演員表
- 杜汶澤　飾演　「阿翁餐廳」廚師洪永城（大洪）
- 陳茵媺　飾演　餐廳老闆太子女唐詩詠（Rosemary）
- 鄭詩君　飾演　牙擦仔
- 盧海鵬　飾演　「阿翁餐廳」老闆
- 莫小玲　飾演　施姐
- 關棟銘　飾演　「阿翁餐廳」廚師技安
- 劉倩妏　飾演　豆腐花
- 薛凱琪　特別演出
- 李國煌　特別演出
- 陸　永　友情客串
- 葉良財　友情客串
- 陳沛江　友情客串
- 蘇穎瀅　友情客串
- 程旭輝　友情客串
- 許亮宇　友情客串
- 田銘耀　友情客串

## 外部連結
- 互联网电影数据库（IMDb）上《開飯啦！》的资料（英文）